# Tatané
Tatané es una localidad argentina del departamento Laishí, en la provincia de Formosa.
Se encuentra en el pK 1142 de la ruta nacional 11, unos 20 km al sur de la ciudad de Formosa, en la intersección con la Ruta Provincial 3, que la vincula al este con Herradura.

## Toponimia
Del guaraní "tatarẽ" (Chloroleucon tortum); la variante en la escritura proviene la pronunciación de la letra n como la r nasal.

## Población
Cuenta con más de 3000 habitantes en 2022, lo que representa un incremento frente a  del censo anterior.
| Gráfica de evolución demográfica de Tatané entre 2001 y 2010 |
|                                                              |
| Fuente: Censos nacionales del INDEC                          |